# Remember the Name (canção de Ed Sheeran)
"Remember the Name" é uma canção gravada pelo músico inglês Ed Sheeran com participação dos rappers norte-americanos Eminem e 50 Cent para o seu quarto trabalho de estúdio, No.6 Collaborations Project (2019), no qual foi posicionada como a oitava faixa do alinhamento. Concebida em três estúdios de gravação em Estocolmo, Detroit e Londres, contém palavras do tema "So Fresh, So Clean" (2001), gravado pelo duo norte-americano Outkast e produzido por Organized Noize. Foi co-composta pelos três artistas em colaboração com Max Martin, Shellback, Sleepy Brown, Raymon Murray, Rico Wade, André 3000 e Big Boi, enquanto a produção e arranjos ficavam sob responsabilidade dos dois primeiros e ainda Fred again e Sheeran.
Aquando do lançamento inicial de No.6 Collaborations Project em Julho de 2019, "Remember the Name" conseguiu entrar nas tabelas músicas de vários países devido a um forte registo de downloads em plataformas digitais e enorme actividade de streaming em redes sociais. Devido ao seu desempenho comercial favorável na América do Norte, a canção recebeu o certificado de disco de ouro pela Music Canada no Canadá.

## Recepção crítica
Escrevendo a sua análise de No.6 Collaborations Project para o portal britânico NME, Nick Levine afirmou que "Sheeran e Eminem colaboraram efectivamente o suficiente no seu êxito 'River' de 2017, mas este retrocesso caseoso (que apresenta participação de 50 Cent para vibrações retro adicionais) quase parece uma paródia. 'Yeah, I was born a misfit grew up ten miles from the town of Ipswich,' canta Sheeran em rap no início, soando como se tivesse recrutado David Brent como escritor-fantasma para as suas rimas. Há também uma petulância desgradável sobre os procedimentos, à medida que Sheeran faz beicinho: 'And if you thought I was good, well, then I'm better today, but it's ironic how you people thought I'd never be great.' Coisas como esta são parte do problema, infelizmente."

## Créditos e pessoal
Os créditos seguintes foram adaptados do encarte do álbum No.6 Collaborations Project (2019):
Locais de gravação
- Gravada no estúdio MxM em Estocolmo, Suécia;
- Gravada no estúdio Effigy em Detroit, Estados Unidos;
- Gravada no estúdio Promised Land em Londres, Iglaterra.

Pessoal
- Ed Sheeran — vocais principais, composição, guitarra, produção e arranjos
- Marshall Mathers — vocais principais, composição
- Curtis Jackson — vocais principais, composição
- Karl Martin Sandberg — programação, teclado, produção e arranjos
- Karl Johan Schuster — programação, teclado, produção e arranjos
- Fred Gibson — bateria, teclado, guitarra, baixo, programação, produção e arranjos
- Mike Strange — mistura, gravação
- Ky Miller — engenharia acústica
- Michael Ilbert — engenharia acústica
- Tony Campana — gravação
- Joe Strange — gravação

## Desempenho nas tabelas musicais
| País — Tabela musical (2019)                          | Posição de pico |
| ----------------------------------------------------- | --------------- |
| Austrália — Top 50 Singles (ARIA Charts)              | 15              |
| Canadá — Top 100 Songs (Billboard)                    | 20              |
| República Checa — Singles Digital - Top 100 (FIIF)    | 11              |
| Dinamarca — Single Top-40 (Hitlisten)                 | 22              |
| Finlândia — Suomen virallinen singlelista             | 13              |
| França — Top Singles (SNEP)                           | 145             |
| Alemanha — Top 100 Singles (GfK Entertainment Charts) | 29              |
| Itália — Top Singoli (FIMI)                           | 84              |
| Países Baixos — Single Top 100 (MegaCharts)           | 45              |
| Nova Zelândia — Top 40 Singles (RMNZ)                 | 10              |
| Noruega — Topp 40 Singles (VG-lista)                  | 24              |
| Eslováquia — Singles Digital - Top 100 (FIIF)         | 9               |
| Suécia — Top Singles Top 100 (Sverigetopplistan)      | 20              |
| Reino Unido — R&B Singles Chart (OCC)                 | 3               |
| Estados Unidos — Billboard Hot 100                    | 57              |
| Estados Unidos — Hot R&B/Hip-Hop Songs (Billboard)    | 22              |

| Região — Associação (Vendas)   | Certificação |
| ------------------------------ | ------------ |
| Canadá — Music Canada (40 000) | Ouro         |
| Reino Unido — BPI (200 000)    | Prata        |